# Robert Tomaszek
Robert Jan Tomaszek (ur. 16 czerwca 1981 w Bydgoszczy) – polski koszykarz, posiadający także niemieckie obywatelstwo, występujący na pozycji środkowego.
Tomaszek w swojej zawodowej karierze, oprócz gry w Polsce (gdzie był zawodnikiem zespołów: PBG Basket Poznań, Turów Zgorzelec, Czarni Słupsk, Śląsk Wrocław i Anwil Włocławek), występował również w klubach czeskich, niemieckich i w ukraińskim. W rozgrywkach ligi czeskiej w 2009 roku zdobył mistrzostwo kraju, w 2007 wicemistrzostwo, a w 2008 brązowy medal. Z kolei w Polskiej Lidze Koszykówki zdobył wicemistrzostwo Polski w roku 2011, a w 2014 roku wystąpił także w finale Superpucharu Polski. W latach 2003–2008 rozegrał 11 meczów w barwach reprezentacji Polski, zdobywając łącznie 41 punktów.
W czerwcu 2016 roku został zawodnikiem Turowa Zgorzelec. Opuścił zespół przed rozpoczęciem sezonu. 5 listopada 2016 został zawodnikiem BM Slam Stali Ostrów Wielkopolski.

## Osiągnięcia
College
- Uczestnik II rundy turnieju NCAA (2004)
- Zaliczony do II składu Dywizji I NJCAA (2002)[4]

Drużynowe
- Mistrz Czech (2009)
- Wicemistrz:
  - Czech (2007)
  - Polski (2011)
- Brąz mistrzostw:
  - Czech (2008)
  - Polski (2017)[5]
- Zdobywca Pucharu Czech (2009)
- Finalista:
  - Pucharu Czech (2008)
  - Superpucharu Polski (2014)
- Awans do I Bundesligi niemieckiej (2005)